# Belvosia elusa
Belvosia elusa är en tvåvingeart som beskrevs av Aldrich 1926. Belvosia elusa ingår i släktet Belvosia och familjen parasitflugor. Inga underarter finns listade i Catalogue of Life.